# Далида
Далида, рођена као Јоланда Кристина Ђиљоти (итал. Iolanda Cristina Gigliotti; 17. јануар 1933 – 3. мај 1987) била је француска певачица. За живота је добила 55 златних плоча, и први је извођач коме је уручена дијамантска плоча.

## Биографија
Љубав према музици стекла је у породици – отац јој је био прва виолина Опере у Каиру. Расла је у северном предграђу Чубра, као средње дете (поред два брата Бруна и Орланда, који је касније постао музички продуцент у Паризу где и данас живи и ради), школовала се у католичким школама.
Године 1951, се први пут пријављује на такмичењу лепоте, а три године касније – 1954. постаје Мис Египта. Ова победа јој отвара врата у свету шоу-бизниса, и на Божић исте године се упркос противљењу своје породице сели у Париз. Према саветима својих продуцената бира уметничко име Далила, које ускоро мења у Далида.
Првих месеци свога боравка у Паризу живела је тешко и похађала часове француског како би своју дикцију довела до перфекције. Прве кораке у каријери имала је као глумица, али је успех био скроман, али су наступи у чувеном кабареу Champs Elysées били веома успешни и отворили су јој врата певачке каријере.

## Каријера
Први сингл „Madonna” био је релативно успешан, али је већ наредни „Bambino” био велики, велики хит – продат је у преко 300.000 копија за око годину дана, провео је 46 недеља у топ-тену француске топ-листе, и донео јој је прву златну плочу. Ова песма и данас спада у ред најпродаванијих на француском дискографском тржишту. Након тога следе велики хитови међу којима су најзначајнији: “Gondolier”,“Come Prima (Tu Me Donnes)”, “Ciao Ciao Bambina”, "Les Temps des Fleurs"...
Током каријере била је успешна у променама у музичком изразу, а 60-их година у свој репертоар уврстила је традиционалну грчку песму – „Дарла Дирладада”. 70-их година приклонила се тренду диско музике снимивши неколико такође успешних плоча („Monday Tuesday… Laissez-Moi Danser” и друге). Овим својим репертоаром постала је омиљена у геј популацији, која је широм света и данас сматра за своју икону.
Осамдесетих година су се појављивања у јавности и објављивање нових песама нешто проредили. Тада је морала да се подвргне офталмолошким операцијама због проблема са видом које је имала од најранијег детињства. 1986. египатски режисер Јусуф Ченин позива је да игра главну улогу у родном Египту у филму Le Sixième Jour. Критике су биле одличне.

## Приватан живот
Упркос пословном успеху, у приватном животу се сусретала са разним потешкоћама и неуспелим везама. У јануару 1967, њен тадашњи вереник, италијански певач Луиђи Тенко, извршава самоубиство у 29. години живота, пуцњем у слепоочницу, због неуспеха његове песме на такмичењу; Далида га проналази мртвог у хотелској соби. Месец дана касније покушава неуспешно суицид предозирањем, након чега је била пет дана у коми и провела месеце опорављајући се. У децембру 1967. остаје трудна са 22-годишњим студентом, Лусијом, након чега абортира, што је за последицу оставља инфертилном. У септембру 1970, њен бивши супруг, Лусјан Морис (били су у браку од 1956. до 1961. године), извршава самоубиство пуцњем у главу. У априлу 1975, њен блиски пријатељ и певач, Мајк Брант, извршава самоубиство у 29. години скоком са прозора хотелске собе у Паризу. У јулу 1983, њен бивши дечко, француски глумац Ричард Шанфре, је починио самоубиство у 44. год. удисањем издувних гасова у свом аутомобилу. Починила је самоубиство у ноћи између 2. и 3. маја предозирањем барбитуратима које је пред крај живота све чешће узимала. Оставила је опроштајну поруку која је гласила: „Живот ми је неподношљив. Опростите ми”.

Године 1997, град Париз јој на Монмартру додељује трг, и поставља бисту у природној величини.